# Mons-en-Laonnois
Mons-en-Laonnois – miejscowość i gmina we Francji, w regionie Hauts-de-France, w departamencie Aisne.
Według danych na styczeń 2014 roku gminę zamieszkiwało 1197 osób, a gęstość zaludnienia wynosiła 292 osoby/km².